# Municipio de Pleasant (condado de Wabash)
El municipio de Pleasant (en inglés: Pleasant Township) es un municipio ubicado en el condado de Wabash en el estado estadounidense de Indiana. En el año 2010 tenía una población de 2412 habitantes y una densidad poblacional de 16,94 personas por km².

## Geografía
El municipio de Pleasant se encuentra ubicado en las coordenadas 40°59′43″N 85°51′46″O / 40.99528, -85.86278. Según la Oficina del Censo de los Estados Unidos, el municipio tiene una superficie total de 142.39 km², de la cual 140.6 km² corresponden a tierra firme y (1.26%) 1.79 km² es agua.

## Demografía
Según el censo de 2010, había 2412 personas residiendo en el municipio de Pleasant. La densidad de población era de 16,94 hab./km². De los 2412 habitantes, el municipio de Pleasant estaba compuesto por el 96.23% blancos, el 0.66% eran afroamericanos, el 0.83% eran amerindios, el 0.12% eran asiáticos, el 0.04% eran isleños del Pacífico, el 0.62% eran de otras razas y el 1.49% pertenecían a dos o más razas. Del total de la población el 2.24% eran hispanos o latinos de cualquier raza.